# Cleuluis Rondón
Cleuluis Alcides Rondon González (nacido en Maracay, Estado Aragua, Venezuela, el 13 de abril de 1994) es un beisbolista profesional Venezolano que juega en las posiciones de campocorto, Segunda base, en la Liga Venezolana de Béisbol Profesional, juega con el equipo Leones del Caracas.